# Sturmhauptführer
Sturmhauptführer era un rango militar nacionalsocialista utilizado tanto por las Sturmabteilung (SA) como por las SS. Era el equivalente de Hauptmann en el Heer (Ejército Alemán). Este es el equivalente de capitán en los ejércitos occidentales.
El rango se creó por primera vez en 1928 como un rango de las SA y se otorgó a los oficiales de las SA que eran comandantes de compañía de las unidades. El rango se traduce como "líder de avanzada de asalto" y se pueden rastrear sus orígenes hasta las tropas de choque alemanas de la Primera Guerra Mundial, que normalmente estaban organizadas en compañías a las órdenes de un teniente o un capitán.
Como rango de las SS, Sturmhauptführer se estableció en 1930 como rango superior al de Sturmführer. Sturmhauptführer fue considerado inicialmente como más de un teniente superior, pero después de 1932, el rango se clasificó por encima del de Obersturmführer y se convirtió en el equivalente a capitán. La insignia para el rango también se modificó para indicar el estado superior.
En 1934, después de la Noche de los cuchillos largos, las SS cambiaron el nombre de Sturmhauptführer a Hauptsturmführer. Esto se debió en gran parte a separar el sistema de clasificación de las SS del de las SA, que para entonces se consideraban dos organizaciones completamente separadas. Sturmhauptführer siguió siendo un rango de lasSA hasta 1945.